# David Hammons (Politiker)
David Hammons (* 12. Mai 1808 in Cornish, York County, Massachusetts; † 7. November 1888 in Bethel, Maine) war ein US-amerikanischer Politiker. Zwischen 1847 und 1849 vertrat er den Bundesstaat Maine im US-Repräsentantenhaus.

## Werdegang
David Hammons wurde 1808 in Cornish geboren, das damals noch Teil von Massachusetts war und seit 1820 zum damals neu geschaffenen Staat Maine gehört. Er besuchte die öffentlichen Schulen seiner Heimat. Nach einem anschließenden Jurastudium und seiner im Jahr 1836 erfolgten Zulassung als Rechtsanwalt begann er in Lovell in seinem neuen Beruf zu praktizieren.
Politisch schloss sich Hammons Präsident Andrew Jackson und dessen Demokratischer Partei an. In den Jahren 1840 und 1841 war er Mitglied des Senats von Maine. 1846 wurde er im ersten Wahlbezirk von Maine in das US-Repräsentantenhaus in Washington, D.C. gewählt. Dort trat er am 4. März 1847 die Nachfolge von John Fairfield Scamman an. Bis zum 3. März 1849 konnte er nur eine Legislaturperiode im Kongress absolvieren. Diese Zeit war vom Mexikanisch-Amerikanischen Krieg bestimmt, als dessen Folge große Teile im Westen und Südwesten des nordamerikanischen Kontinents von Mexiko an die Vereinigten Staaten abgetreten wurden. Außerdem wurde die nordwestliche Grenze zu Kanada auf den 49. Breitengrad festgelegt. Am 29. Mai 1848 wurde der Staat Wisconsin in die Union aufgenommen, der ab sofort auch im Kongress vertreten wurde. Eine indirekte Spätfolge war der Verlust eines Kongressmandates für den Staat Maine, der ab 1852 nur noch sechs Abgeordnete, statt wie bisher sieben, in den Kongress entsenden konnte.
Nach dem Ende seiner Zeit im US-Repräsentantenhaus zog sich David Hammons wieder aus der Politik zurück. In den folgenden Jahrzehnten arbeitete er als Rechtsanwalt. Er starb am 7. November 1888 in Bethel.